# USS Jack H. Lucas (DDG-125)
O USS Jack H. Lucas (DDG-125) é um contratorpedeiro de mísseis guiados da classe Arleigh Burke, operado pela Marinha dos Estados Unidos. Trata-se do primeiro navio da variante Flight III. Sua construção foi realizada pelo estaleiro Ingalls Shipbuilding, em Pascagoula, Mississippi. O navio homenageia Jacklyn H. Lucas, recipiente da Medalha de Honra que serviu como Soldado de Primeira Classe no Corpo de Fuzileiros Navais e posteriormente como capitão no Exército dos Estados Unidos. Em 17 de setembro de 2016, o navio foi nomeado pelo Secretário da Marinha, Ray Mabus.

## Construção
O Jack H. Lucas foi lançado em 4 de junho de 2021  e batizado em 26 de março de 2022. O navio foi comissionado em 7 de outubro de 2023, em uma cerimônia realizada em Tampa, Flórida.

## Histórico operacional
Ele deixou o estaleiro Ingalls em 12 de dezembro de 2022 para três dias de testes no mar, retornando ao porto em 15 de dezembro do mesmo ano.
A Marinha dos EUA recebeu oficialmente o navio em 27 de junho de 2023. Após a entrega, ele permaneceu em Pascagoula por mais 120 dias para a tripulação embarcar.
Em 26 de setembro de 2023, o Jack H. Lucas partiu de Ingalls com destino ao seu porto-base em San Diego, Califórnia, fazendo uma parada na Flórida, onde foi comissionado em Tampa Bay.

## Homônimo
Jacklyn Harold "Jack" Lucas (1928–2008) foi um fuzileiro naval dos EUA e, mais tarde, oficial paraquedista do Exército, condecorado com a Medalha de Honra por suas ações na Batalha de Iwo Jima, aos 17 anos. Ele é o mais jovem fuzileiro e o mais jovem militar da Segunda Guerra Mundial a receber a mais alta honraria militar dos Estados Unidos por bravura. Quando a quilha do USS Iwo Jima (LHD-7) foi batida em 1997, Lucas colocou sua citação (texto que descreve os atos de bravura que justificaram a concessão da medalha) da Medalha de Honra no casco do navio, onde permanece selada.

## Galeria

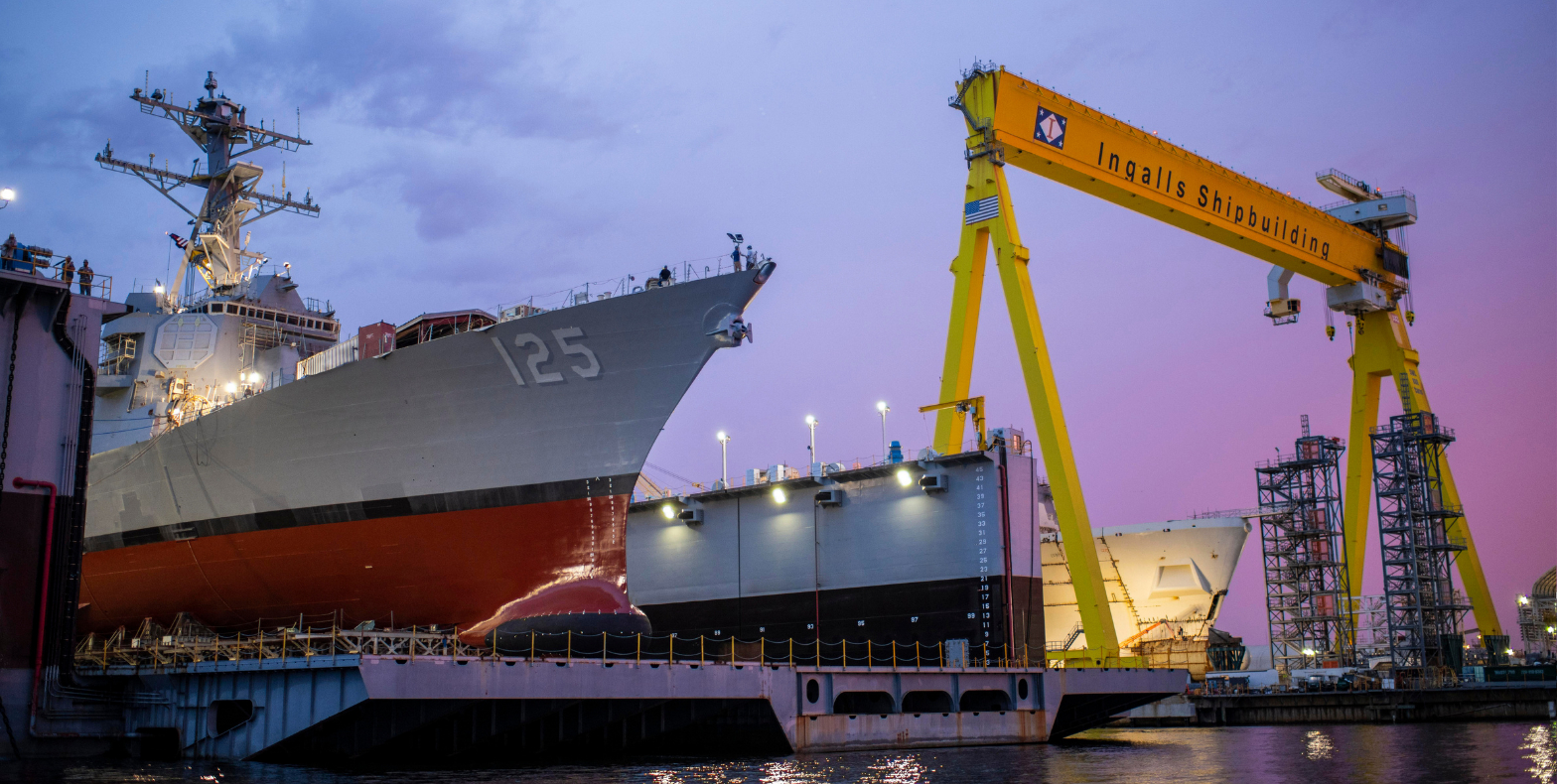
Jack H. Lucas no dique seco do estaleiro Huntington-Ingalls antes do lançamento
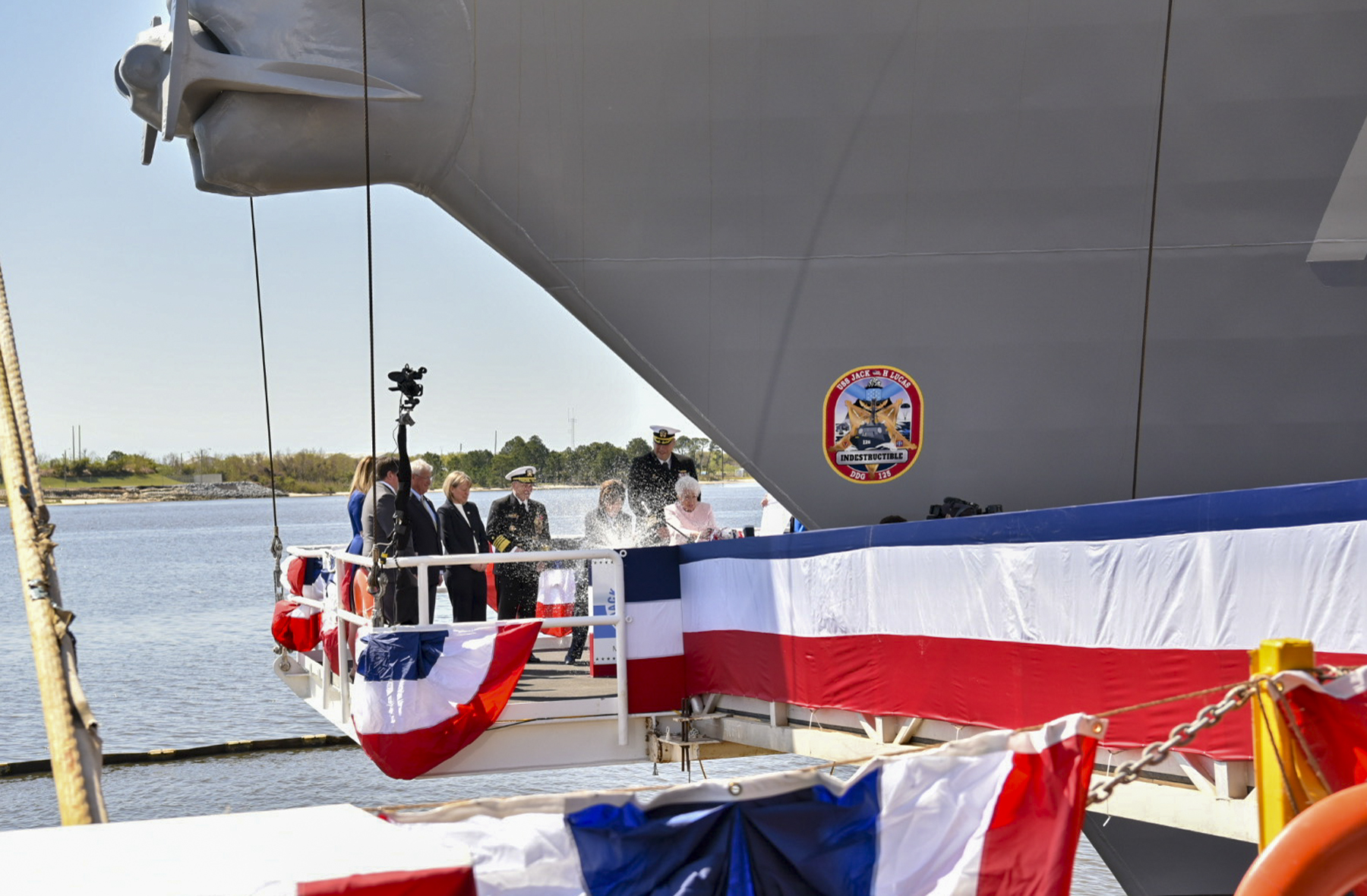
Uma garrafa é quebrada contra o casco do Jack H. Lucas durante a cerimônia de batismo
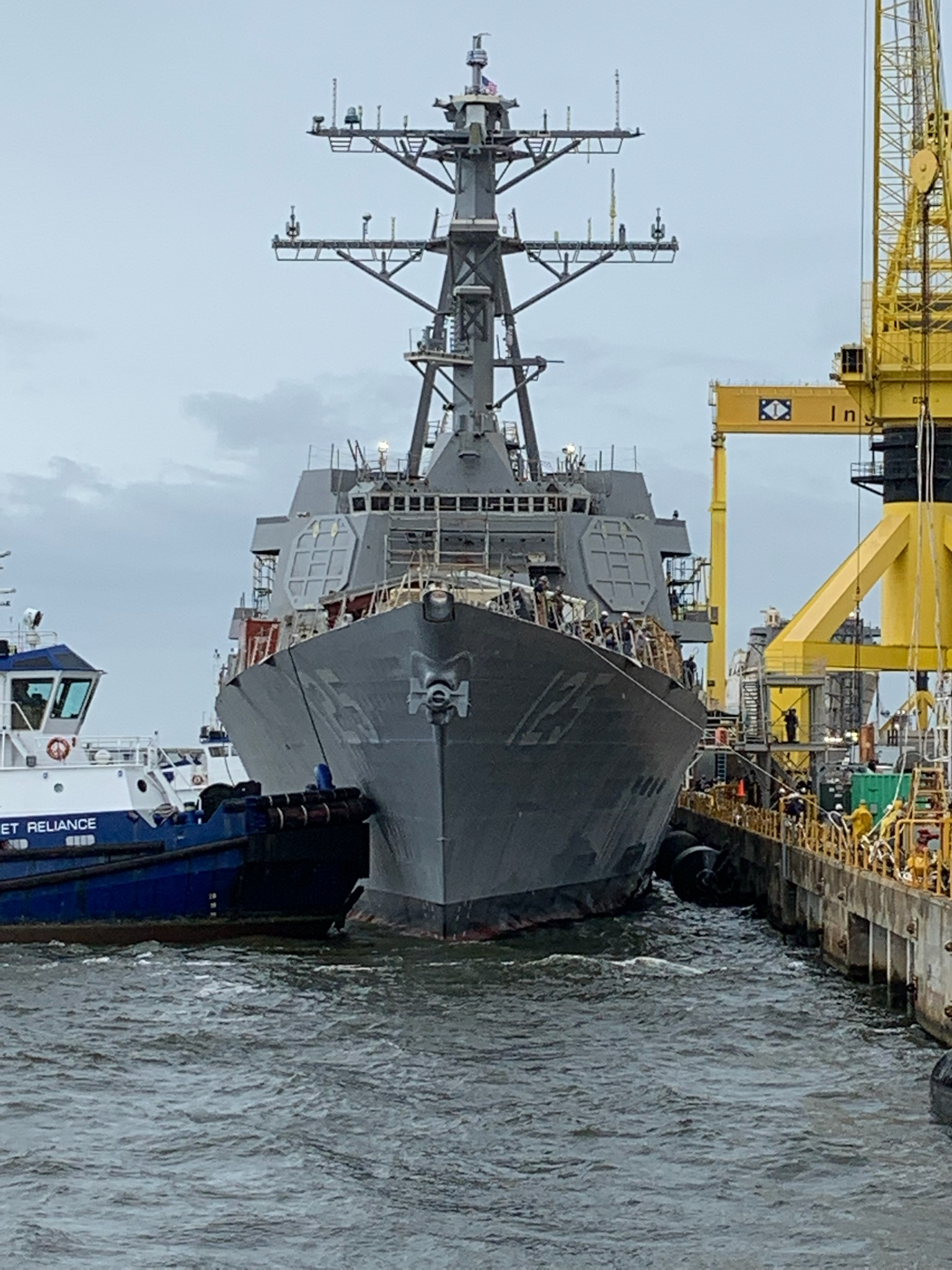
Jack H. Lucas logo após ser lançado

## Links externos
- «Ray Mabus: DDG 125 & DDG 126 Destroyers Named After Two WWII Marines». ExecutiveGov.com. 19 de setembro de 2016
- «USS Jack H. Lucas (DDG-125)». NavSource.org
- Launch of Jack H. Lucas (DDG 125) (video). Huntington Ingalls Industries  – via YouTube